# Pařížská tržnice s vínem

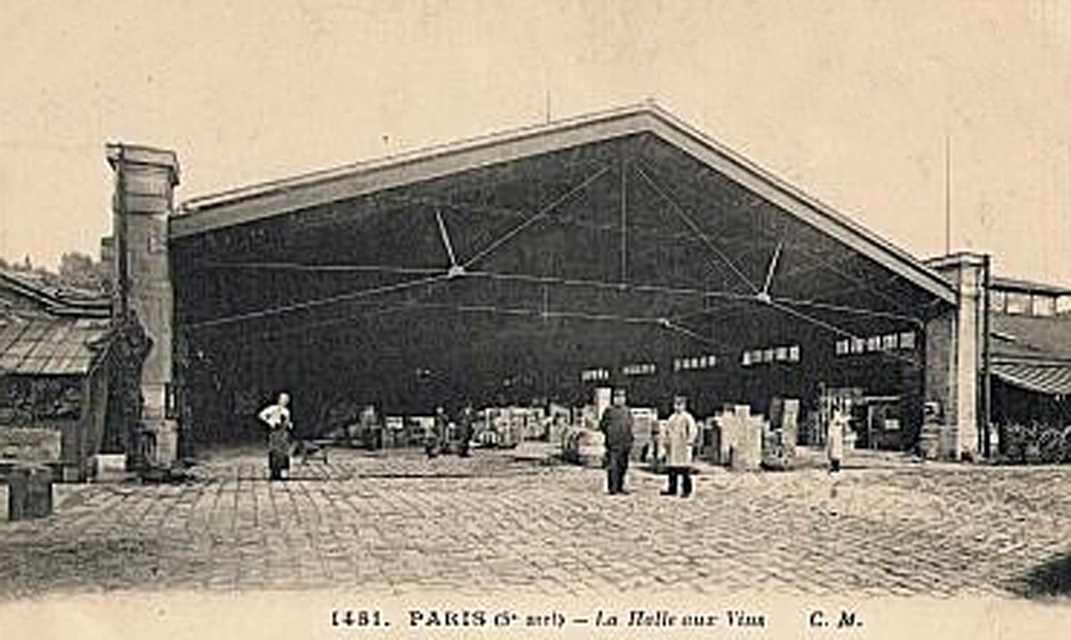
Vstup do hlavní haly, počátek 20. století

Pařížská tržnice s vínem (francouzsky Halle aux vins de Paris) byla ústřední tržnice s vínem v Paříži od poloviny 17. století do počátku 20. století. Nacházela se podél Seiny na nábřeží Quai Saint-Bernard v 5. obvodu.

## Historie
Tržnici s vínem nechal vystavět kardinál Mazarin na pozemku zakoupeném v roce 1663 a byla uvedena do provozu v roce 1665. Tržnice byla otevřena na břehu řeky, po které se víno dováželo a sloužila všem obchodníkům s vínem za poplatek půl libry za velký sud.
Spotřeba vína v Paříži rostla a v roce 1808 bylo rozhodnuto postavit na stejném místě novou, větší tržnici. Stavební práce byly zahájeny v roce 1811. Nová tržnice byla ze tří čtvrtin dokončena v roce 1813 a zcela dokončena v roce 1845. Zabírala prostor přes čtrnáct hektarů. Stavba se skládala ze dvou budov rozdělených na čtrnáct prodejních hal. Tržnici doplňovaly tři budovy, ve kterých se nacházelo 123 skladů.
Přesto se i její rozloha stala nedostatečnou a dodávky po vodě se postupem času nemohly rovnat železnici. Vláda rozhodla v roce 1869 vybudovat nové sklady na druhé straně Seiny v Bercy, které zabíraly 42 ha. Dne 9. srpna 1905 parlament schválil zákon, který nařizoval velkým obchodníkům s vína v Paříži využívat sklady v Bercy.
Až do počátku 20. století měly oba pařížské sklady zhruba stejný význam. Ale specializací starší tržnice na jemná vína a alkohol a rozšířením skladů v Bercy v roce 1910 rostl více význam druhé tržnice. V roce 1930 již představoval 70 % skladu a prodeje vína oproti 30 % ve staré tržnici.
Na místě tehdejší tržnice se dnes nachází Kampus Jussieu vybudovaný v letech 1958-1972, který slouží Univerzitě Paříž VI a Paříž VII. Další prostor zabírá Institut du monde arabe otevřený roku 1987.